# Ivan Pauletta
Ivan Corrado Pauletta (Premantura, 22. prosinca 1936. – Pula, 18. ožujka 2017.), hrvatski književnik i bivši političar.

## Djetinjstvo
Ivan Pauletta rođen je 1936., u Premanturi kod Pule, gdje je i živio do svoje smrti. Neko je vrijeme živio u Ventimiglia, na granici Italije i Francuske, gdje mu je otac radio u talijanskoj pograničnoj službi.

## Školovanje
Diplomirao je 1964. u Zagrebu kao inženjer strojarstva. Zatim je objavljivao i znanstvene radove iz struke. Postaje i obrtnik, pa i povremeni predavač na Strojarskom fakultetu u Zenici. Paulettina se karijera kretala od direktora pulske tvornice do proizvođača suvenira za Međugorje, od fizičkog radnika do političara i saborskog zastupnika. 

## Politika
Još 1982. postaje zastupnik u Vijeću udruženog rada Sabora SRH. Politikom se nastavlja baviti 1988. godine, kada počinje pisati i za lokalne istarske i riječke novine, u raznom izboru tema. Osnivač je i prvi predsjednik IDS-a (Istarskog demokratskog sabora). Godine 1991. otišao je u Italiju, i tamo više od godinu dana radio kao fizički radnik. Vratio se 1993. i ubrzo postao zastupnik Hrvatskog sabora – Županijskog doma. Povukao se iz politike 1997. godine.
Poznat je i po projektu 'Zemlja Istra' u kojemu se zalaže za široku autonomiju Istre. No, taj projekt nikada nije ostvaren nego je to bio i povod raznim medijskim napadima na Paulettu. 

## Književni rad
Krajem 1999. godine izašla mu je knjiga 'Histria kolaž'. Zatim 2005. objavljuje svoju drugu knjigu 'Bjegunci'. S grupom autora 2007. objavljuje i monografiju 'Premantura'. Početkom 2010. promovira najnoviju knjigu naziva 'Štorije iz Istre'.

## Vanjske poveznice
- VIAF
- Istrapedia